# باشگاه فوتبال گو اهد ایگلز
باشگاه فوتبال گو اهد ایگلز (انگلیسی: Go Ahead Eagles) یک باشگاه فوتبال در کشور هلند است.
این باشگاه که در شهر دفنتر قرار دارد در سال ۱۹۰۲ میلادی تأسیس شده‌است سابقه ۴ قهرمانی در لیگ برتر فوتبال هلند دارد.

## بازیکنان ایرانی
- رضا قوچان‌نژاد : (۲۰۰۷–۲۰۰۶) | (۲۰۱۰–۲۰۰۹)